# Сарккинен, Йонни
Йонни Куннари Сарккинен (фин. Jonni Kunnari Sarkkinen; 29 апреля 2002) — финский борец греко-римского стиля. 

## Спортивная карьера
В начале июля 2021 года в немецком Дортмунде стал бронзовым призёром Первенства Европы среди юниоров. 29 июня 2022 года в Риме на Первенстве Европы среди юниоров дошёл до финала, в котором уступил Ачико Болквадзе из Грузии, став серебряным призёром. 15 марта 2023 года в Бухаресте, победив в финале Эксаусу Мукубу из Дании, стал победителем Первенства Европы среди борцов до 23 лет. 16 июня 2023 года в Будапеште на турнире памяти Поляка Имре и Варги Яноша в схватке за бронзовую медаль проиграл грузину Юрию Ломадзе, заняв 5 место. 21 сентября 2023 года в Белграде на чемпионате мира в 1/32 финала уступил азербайджанцу Санану Сулейманову, так как его соперник дошёл до финала, Йонни получил право на следующий день 22 сентября 2023 года на участие в утешительных схватках, в первой из которых проиграл Камалу Бею из США, заняв итоговое 24 место. 12 января 2024 года на турнире Загреб Опен в 1/32 финала победил Хасая Гасанлы из Азербайджана, а в 1/16 проиграл Нао Кусаке из Японии. 8 марта 2024 года в турецкой Анталье, неудачно выступил на турнире Вехби Эмре и Хамита Каплана, где в первой схватке проиграл Дильшоду Омонгельдыеву из Узбекистана. 5 апреля 2024 года на Европейском квалификационном турнире в Баку в весовой категории до 77 кг, одолев в решающей схватке Золтана Леваи из Венгрии, завоевал путёвку на Олимпийские игры в Париж.

## Личная жизнь
Мать: Туули Матинсало — финская спортсменка и тренер по аэробике. Отец: Паси Сарккинен. В его семье трое детей. Живёт в Йювяскюля.